# Часкомус
Часкому́с (ісп. Chascomús) — місто на сході провінції Буенос-Айрес в Аргентині, що розташоване за 123 км на південь від Буенос-Айреса. Є адміністративним центром округу Часкомус.

## Географія

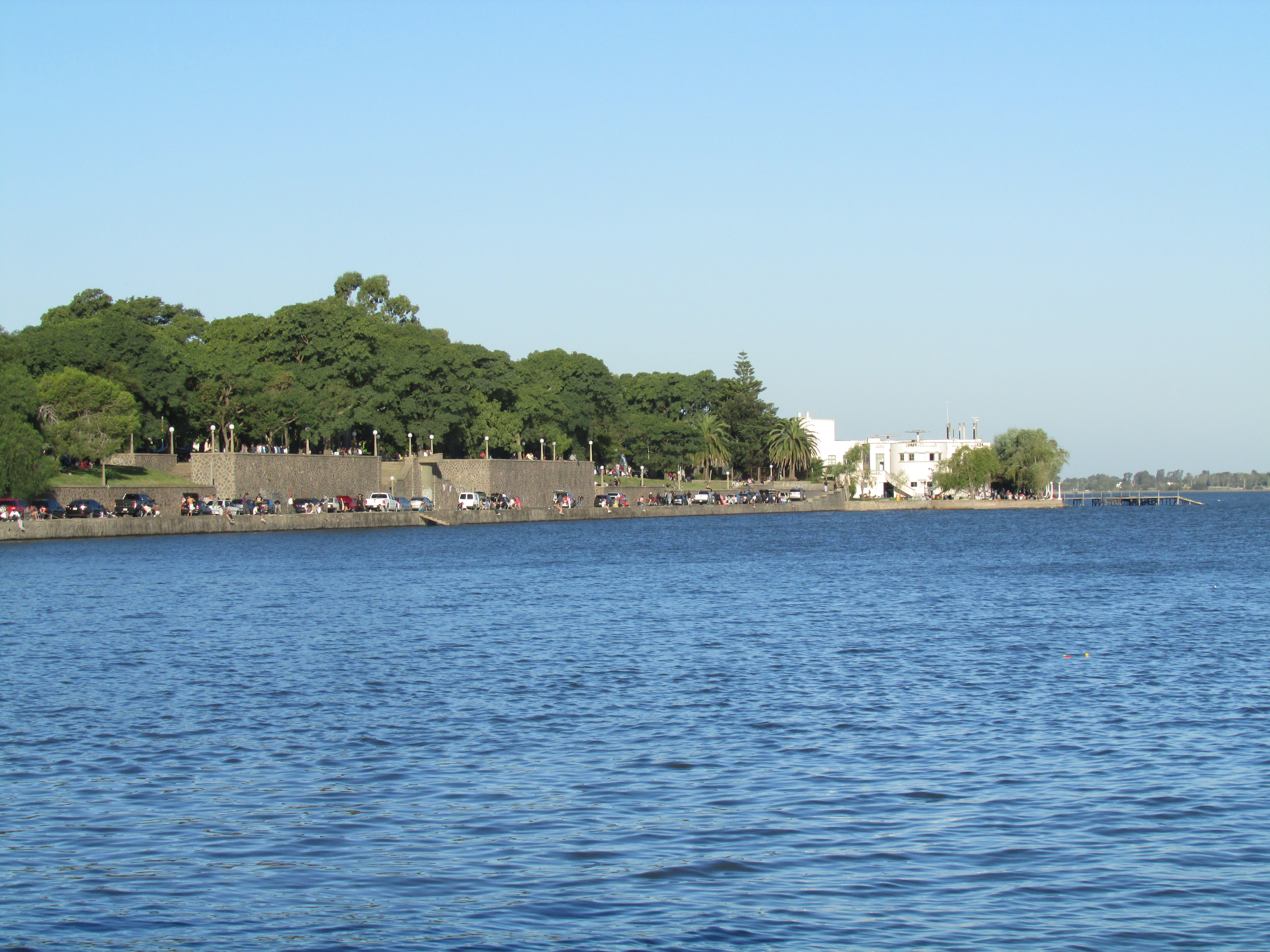
Узбережжя лагуни Часкомус

Часкомус розташовується у регіоні пампи, що характеризується рівнинним рельєфом. Ґрунти лесові.
Поблизу міста знаходиться система неглибоких озер (лагун) Енкаденадас, найбільшим з яких і найближчим до міста є Часкомус площею 3013 га. Також в окрузі Часкомус знаходяться лагуни Вітель, Адела, Дель-Бурро, Чіс-Чіс, Ла-Табілья і Лас-Барранкас з цієї системи та декілька інших. Усі вони поєднані між собою струмками і штучними каналами. Живлення водойм відбувається за рахунок великої кількості невеликих річок і струмків. Річка Ла-Оркета поєднує лагуну Лас-Барранкас з річкою Ріо-Саладо, куди зрештою впадають води системи Енкаденадас. В озері Часкомус водиться велика кількість риби, завдяки чому на гербі міста зображена рибина.
Часкомус знаходиться у зоні низької сейсмічності. Останній землетрус тут був 5 червня 1888 року і мав магнітуду 5 балів за шкалою Ріхтера.

## Клімат
Місто має вологий субтропічний клімат. Середня річна температура 15,6 °C. Середня температура найтеплішого місяця (січня) становить +22,4 °C, найхолоднішого (червня) — +9,2 °C. Максимум температури становить +45 °C, мінімум — -10 °C. Взимку часто трапляються заморозки, найсильніші — поблизу водойм.
Опади складають 920 мм на рік і рівномірно розподілені впродовж усього року, але найвологішими порами року є осінь і весна, а найсухішою — зима. Снігопади бувають вкрай рідко.
Переважають північні вітри, які приносять тепле і вологе повітря, холодний і сухий Памперо, а також волога Судестада.

## Історія

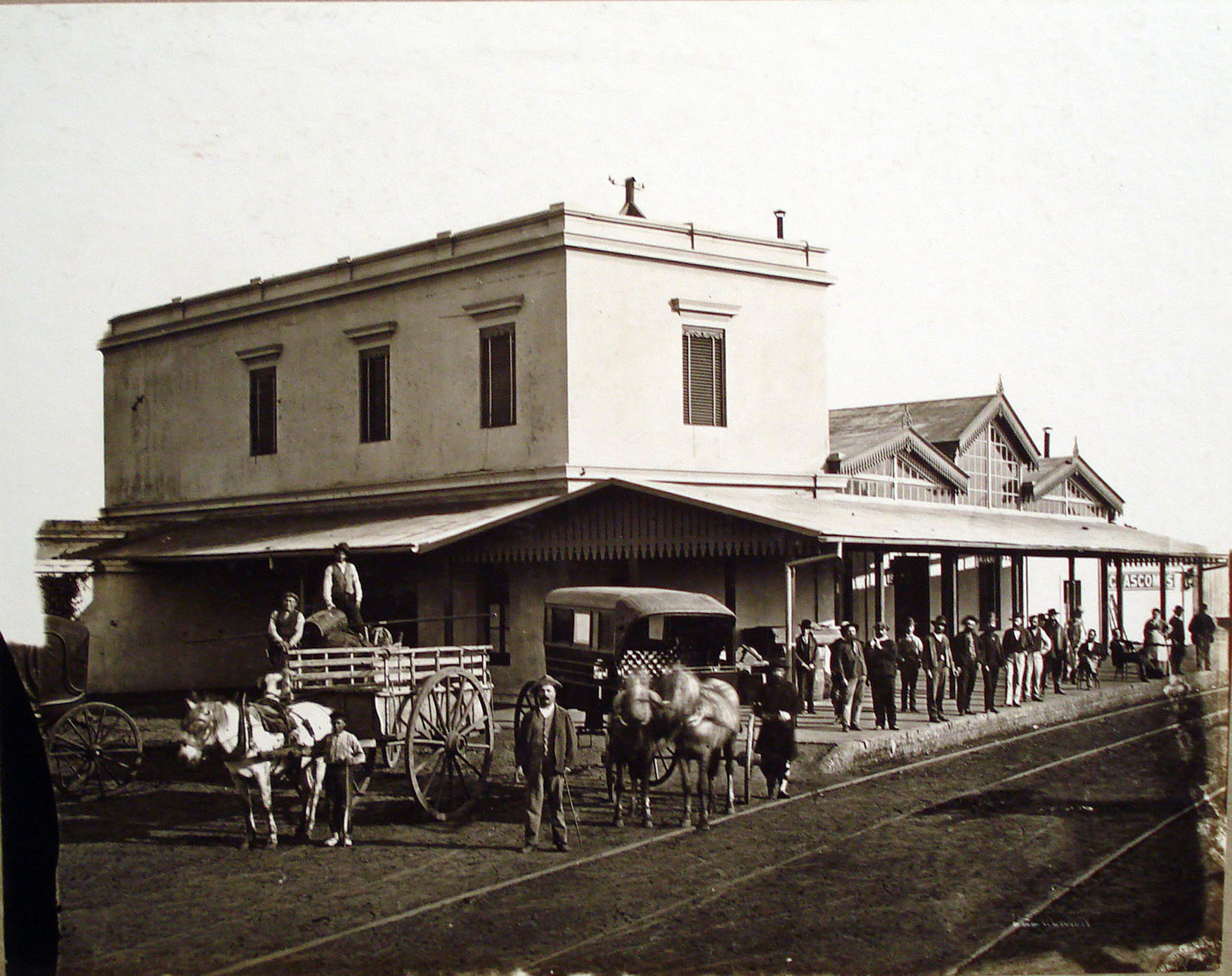
Стара залізнична станція Часкомуса (1875)

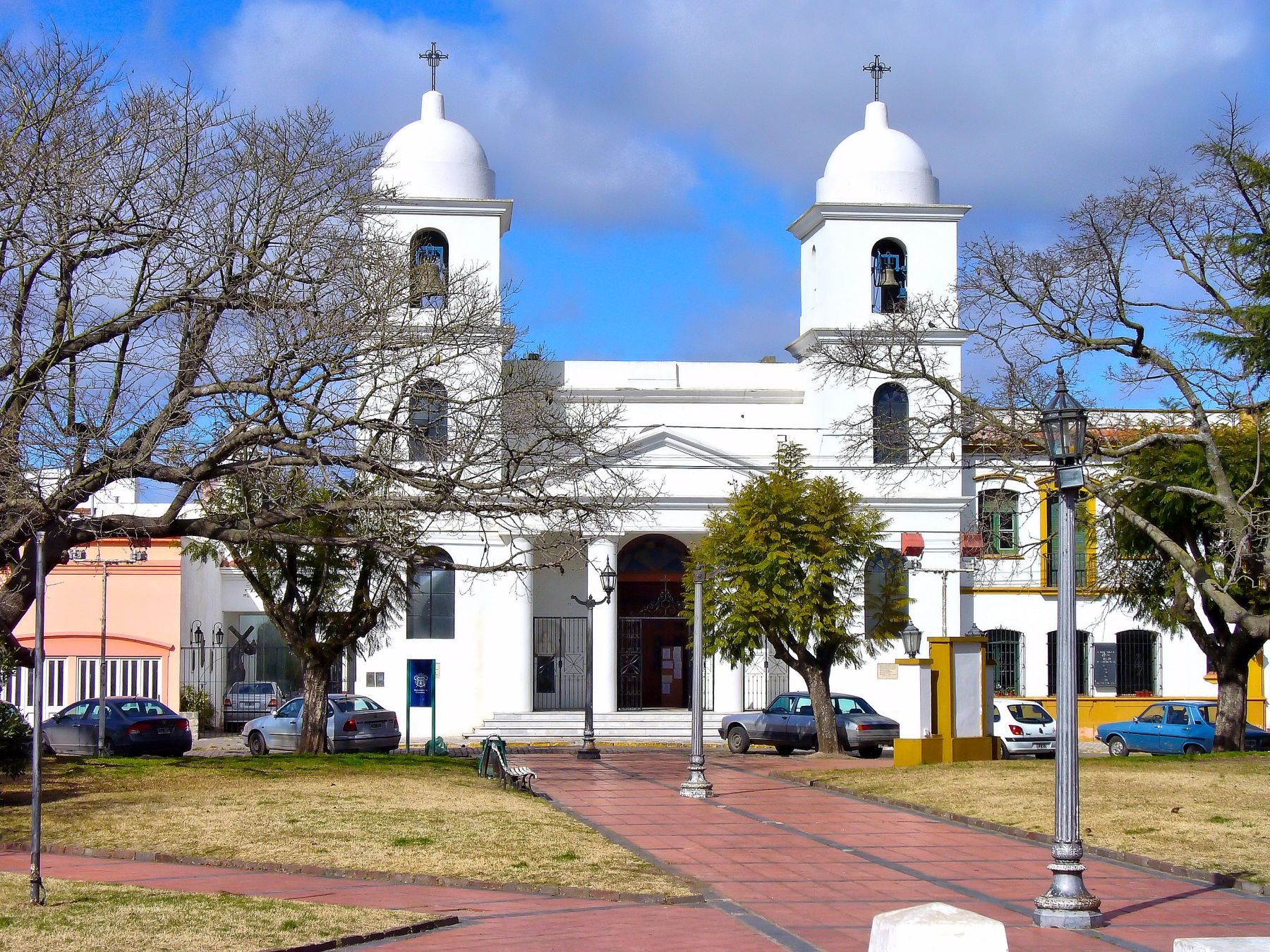
Кафедральний собор Часкомуса

Після 1735 року почастішали напади індіанців на міста віце-королівства Ріо-де-ла-Плата. Для захисту від цих набігів уряд ухвалив рішення збудувати лінію укріплених фортів на лінії тодішнього кордону. 1778 року до місцевості, де нині знаходиться місто Часкомус, було направлено експедицію, яка мала обрати місце для майбутнього форту. Її учасники ухвалили рішення про будівництво укріплення на березі лагуни Часкомус. Назва Часкомус походить з одного з діалектів мови мапудунгун і означає «солона вода».
30 травня 1779 року капітан Педро Ніколас Ескрібано, командир кавалерійського загону Бланденгес, офіційно заснував форт під назвою Фуерте-Сан-Хуан-Баутіста (ісп. Fuerte San Juan Bautista de Chascomús — Форт Святого Івана Хрестителя у Часкомусі). Першими поселенцями стали військові і їхні родини, а також їхні чорношкірі раби. Перепис 1782 року відзначав, що поселенці вирощували зернові.
1801 року було створено округ Часкомус. 1808 року було обрано першого мера поселення.
Після Травневої революції 1810 року на кордоні було відносно спокійно, тому форт у Часкомусі використовувався переважно як тюрма для політв'язнів.
1832 року було збудовано місцеву церкву, присвячену Богородиці Милостивій.
Місто стало осередком повстання 1839 року проти диктаторського режиму губернатора Хуана Мануеля де Росаса, яке стало відомим як Битва при Часкомусі. Повстання зазнало поразки.
1865 року до Часкомуса було проведено залізничну лінію з Буенос-Айреса, що значно посприяло розвитку міста.
Після будівництва залізниці до міста почала прибувати велика кількість мігрантів з Європи. Завдяки стрімкому збільшенню кількості населення 14 липня 1873 року Часкомус набув статусу міста.
1980 року папа римський Іван Павло ІІ створив дієцезію Часкомус і підвищив статус головного храму міста до кафедрального.

## Транспорт

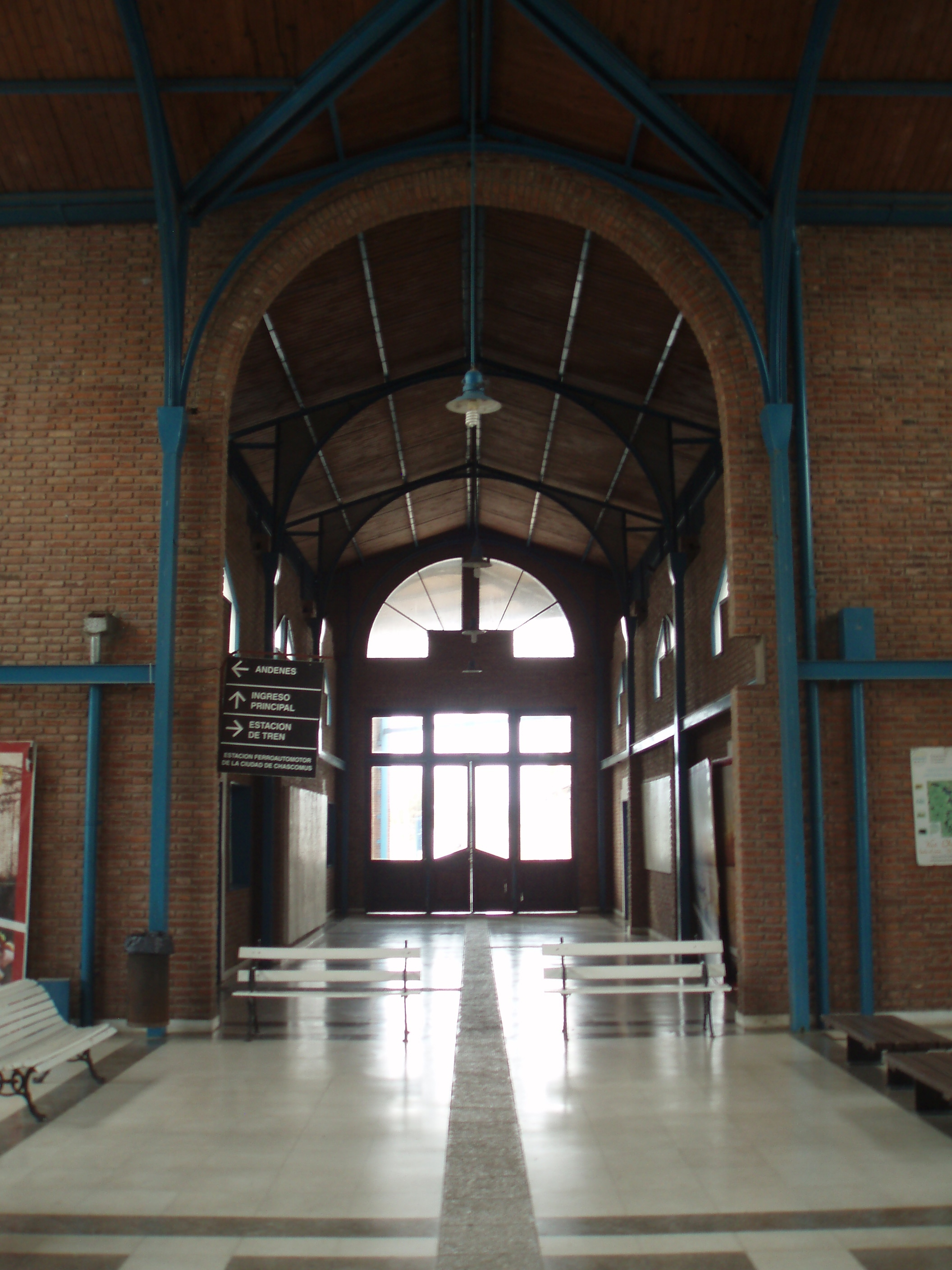
Всередині залізнично-автобусного вокзалу Часкомуса

З 1865 року у Часкомусі діяла залізнична станція гілки Залізниці ім. Роки, яка обслуговувала поїзди далекого слідування до Буенос-Айреса і Мар-дель-Плати. 19 грудня 2014 року стару станцію було закрито і перетворено на музей, а зупинку потягів було перенесено до нового залізнично-автобусного вокзалу міста, який також обслуговує рейсові автобуси.
Через місто Часкомус проходять провінційні автотраси № 2, 20, 58.

## Економіка
Основою економіки міста Часкомус є тваринництво, переважно вирощування корів молочних порід і виробництво молокопродуктів. Землі навколо міста використовуються як пасовища. Окрім цього, у місті розвинена текстильна промисловість і сільськогосподарське машинобудування. Рослинництво розвинена слабо і почало розвиватися лише у 1990-ті роки. Воно представлене вирощування кукурудзи, вівса, ячменю, сорго і сої. Часкомус є важливим центром бджільництва.
Часкомус є одним з традиційних напрямків для внутрішнього туризму в Аргентині, переважно для жителів Великого Буенос-Айреса.

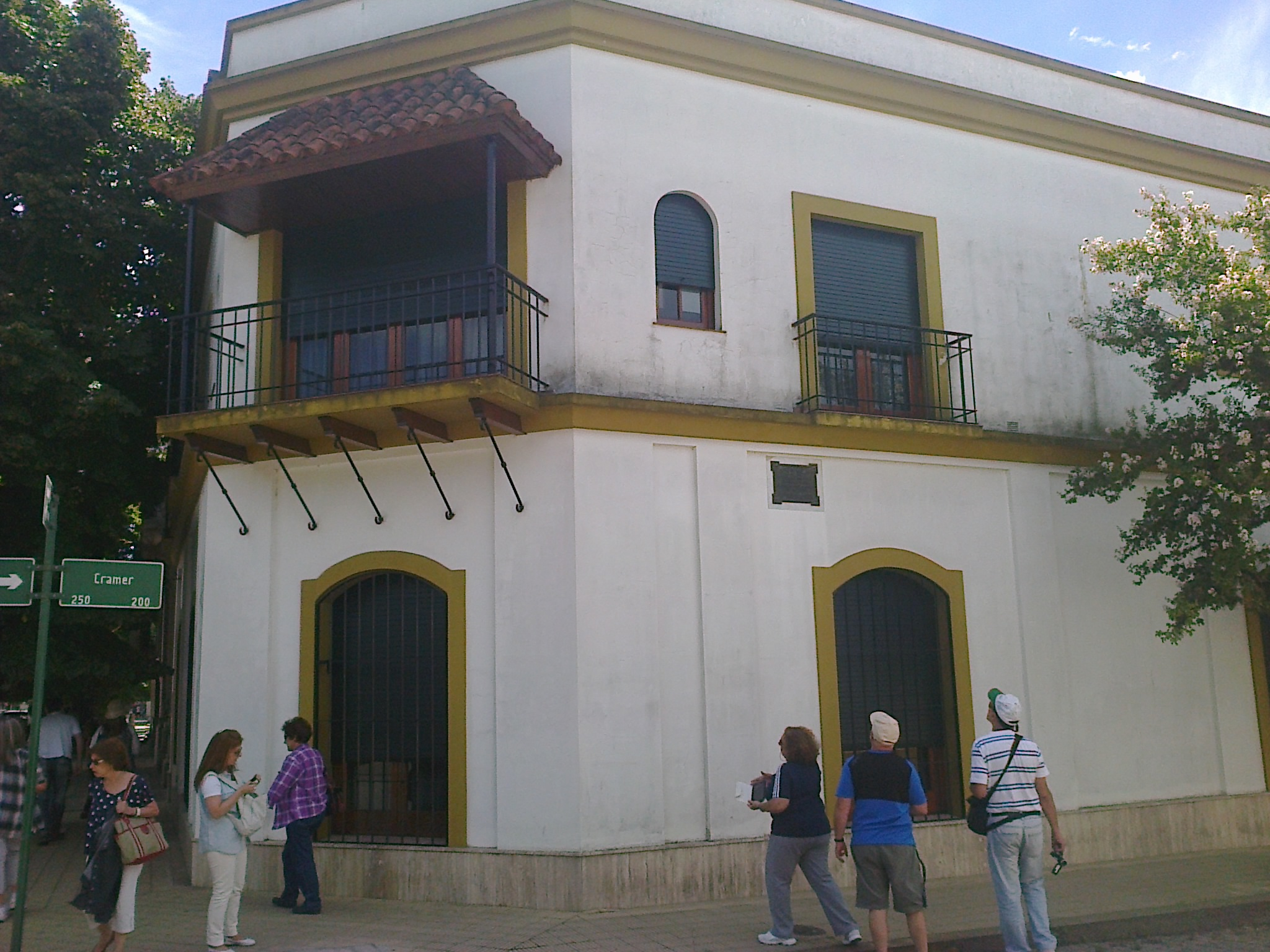
Будинок, де жив Р. Альфонсин

## Відомі уродженці
У місті Часкомус народилися 
- президент Рауль Альфонсин і його дружина,
- диктатор Альфредо Сен-Жан,
- тенісист Карлос Берлок,
- велосипедисти Хуан Хосе Аедо[en] й Лукас Себастьян Аедо[en].

## Галерея

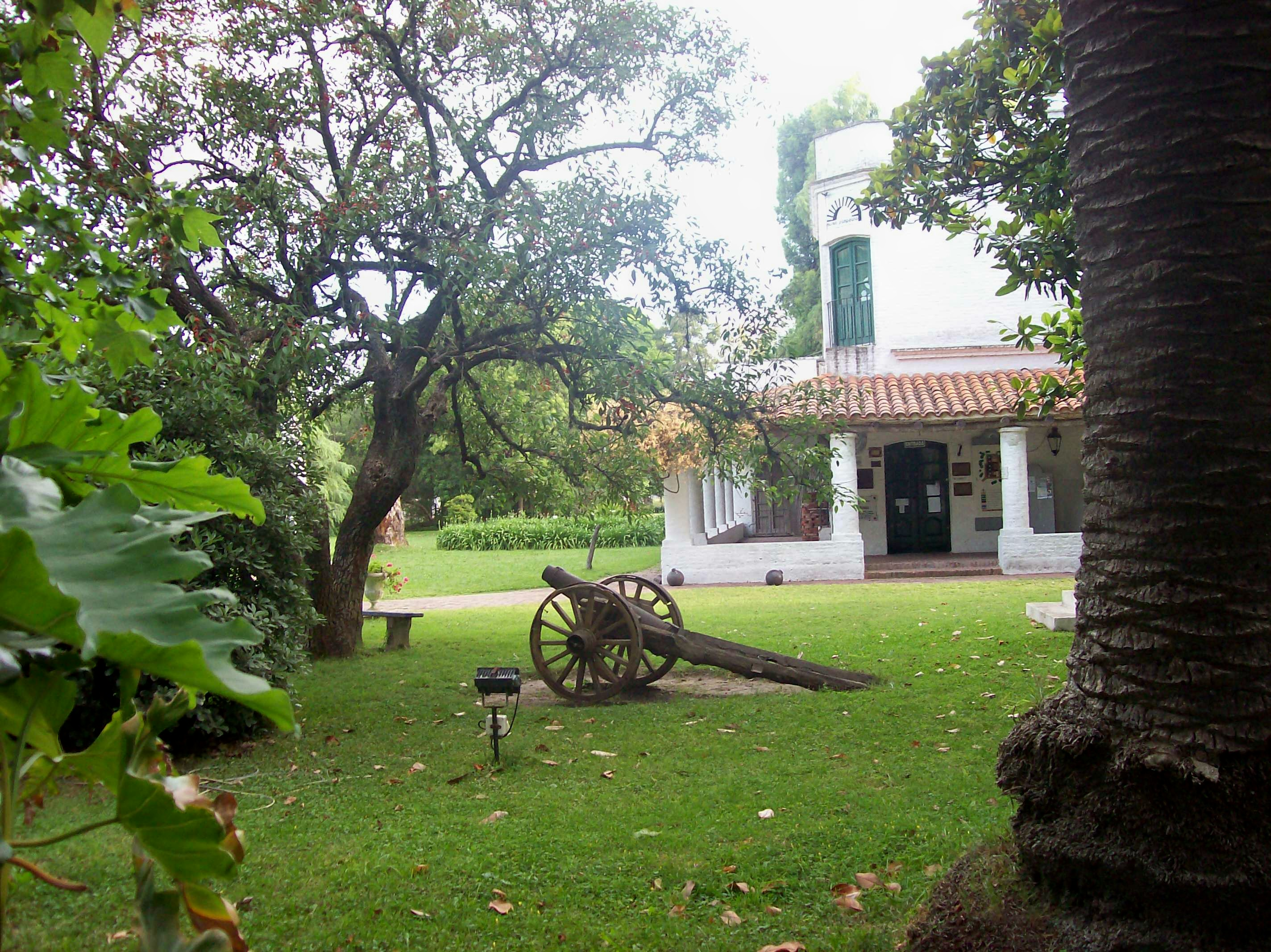
Музей пампи
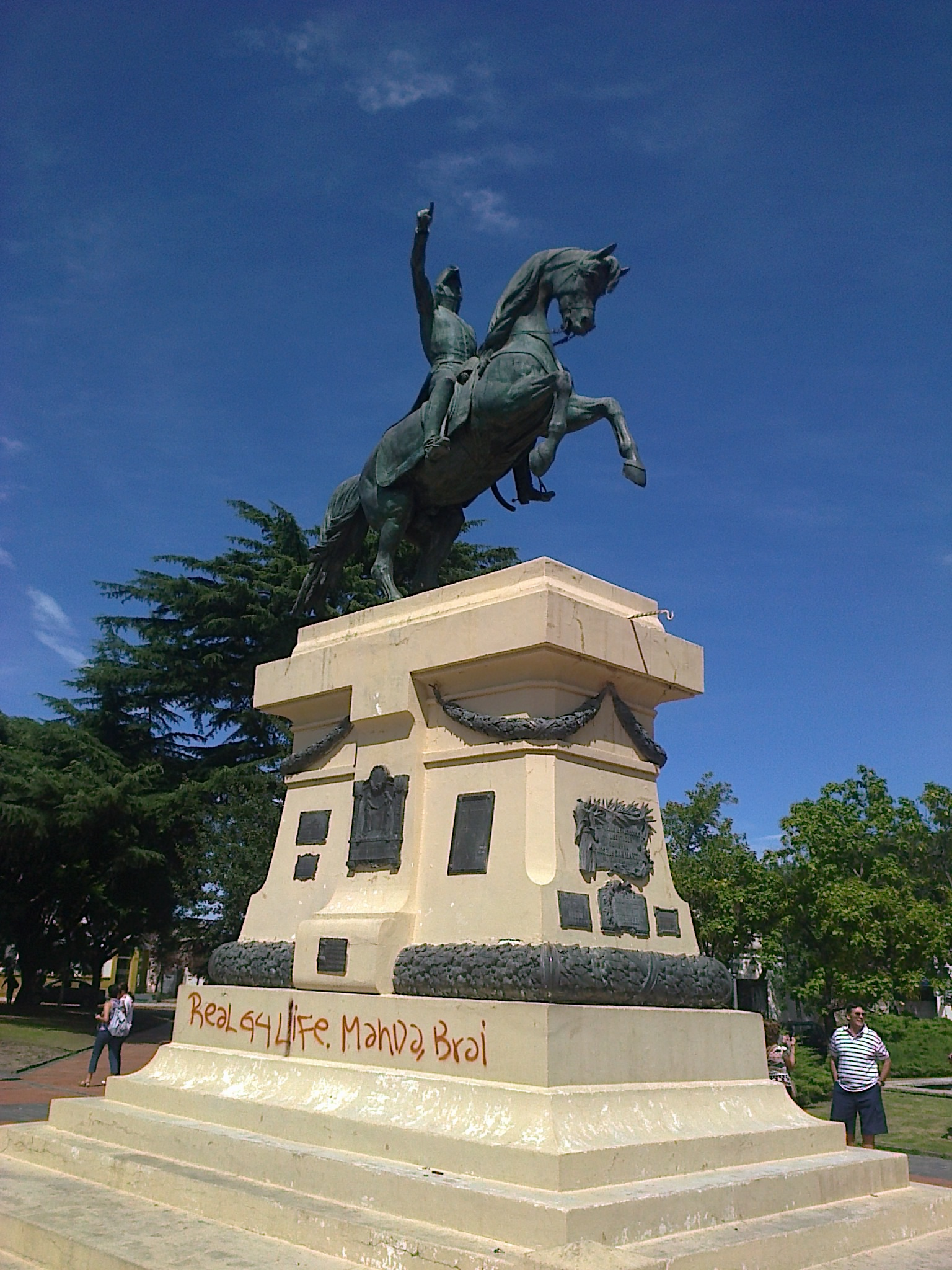
Пам'ятник Сан-Мартіну
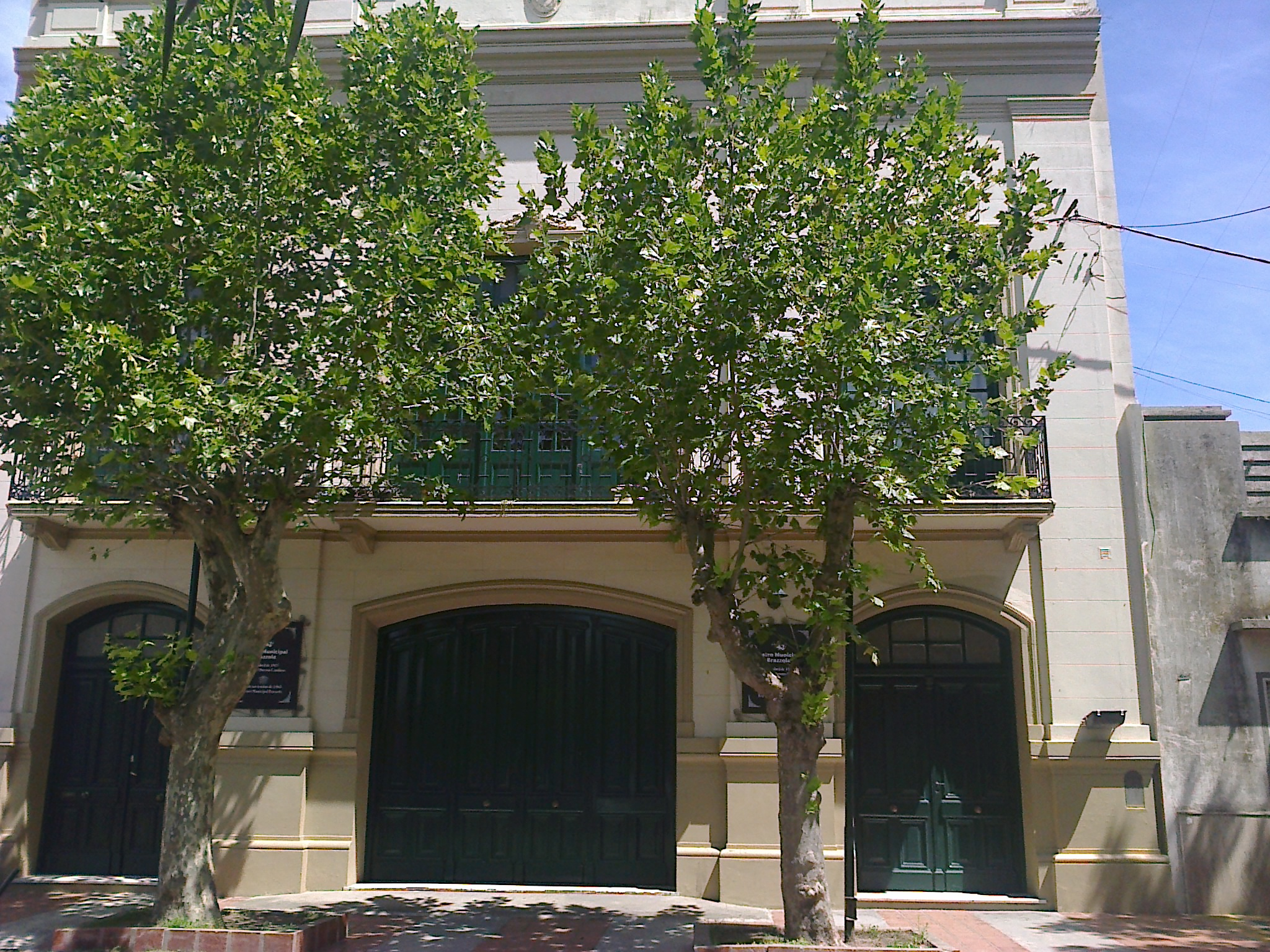
Театр
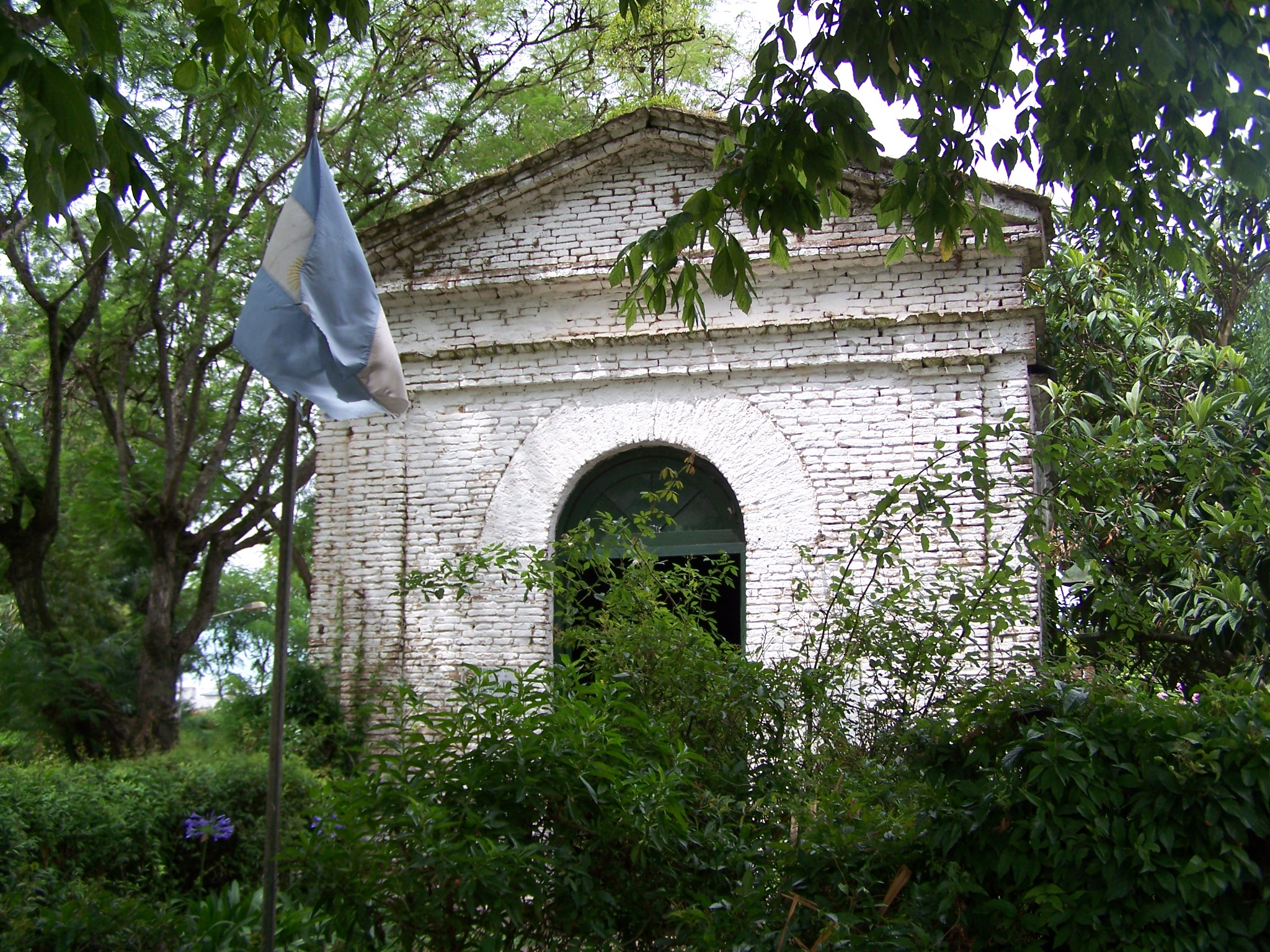
«Каплиця негрів» — історична пам'ятка міста
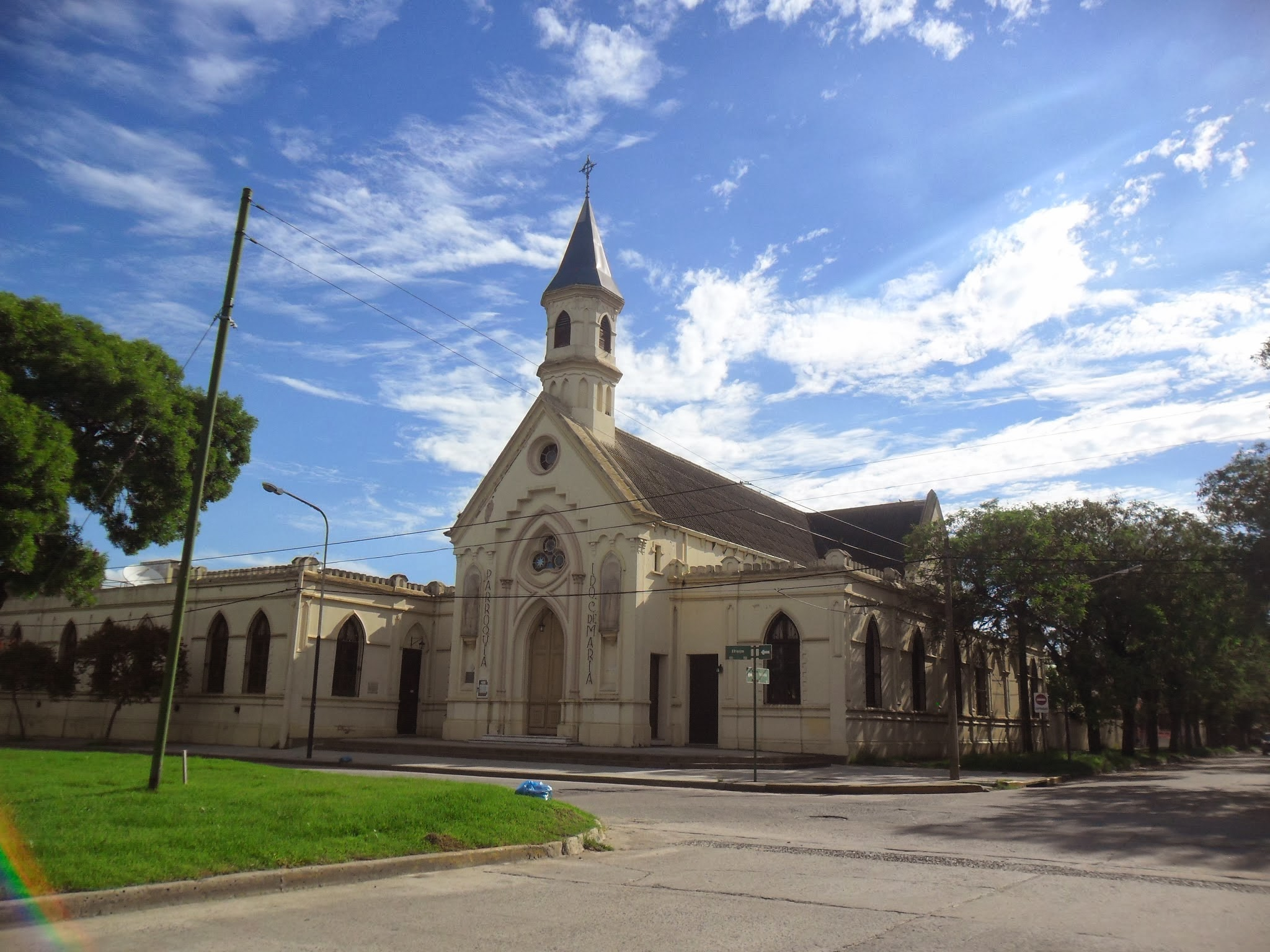
Церква
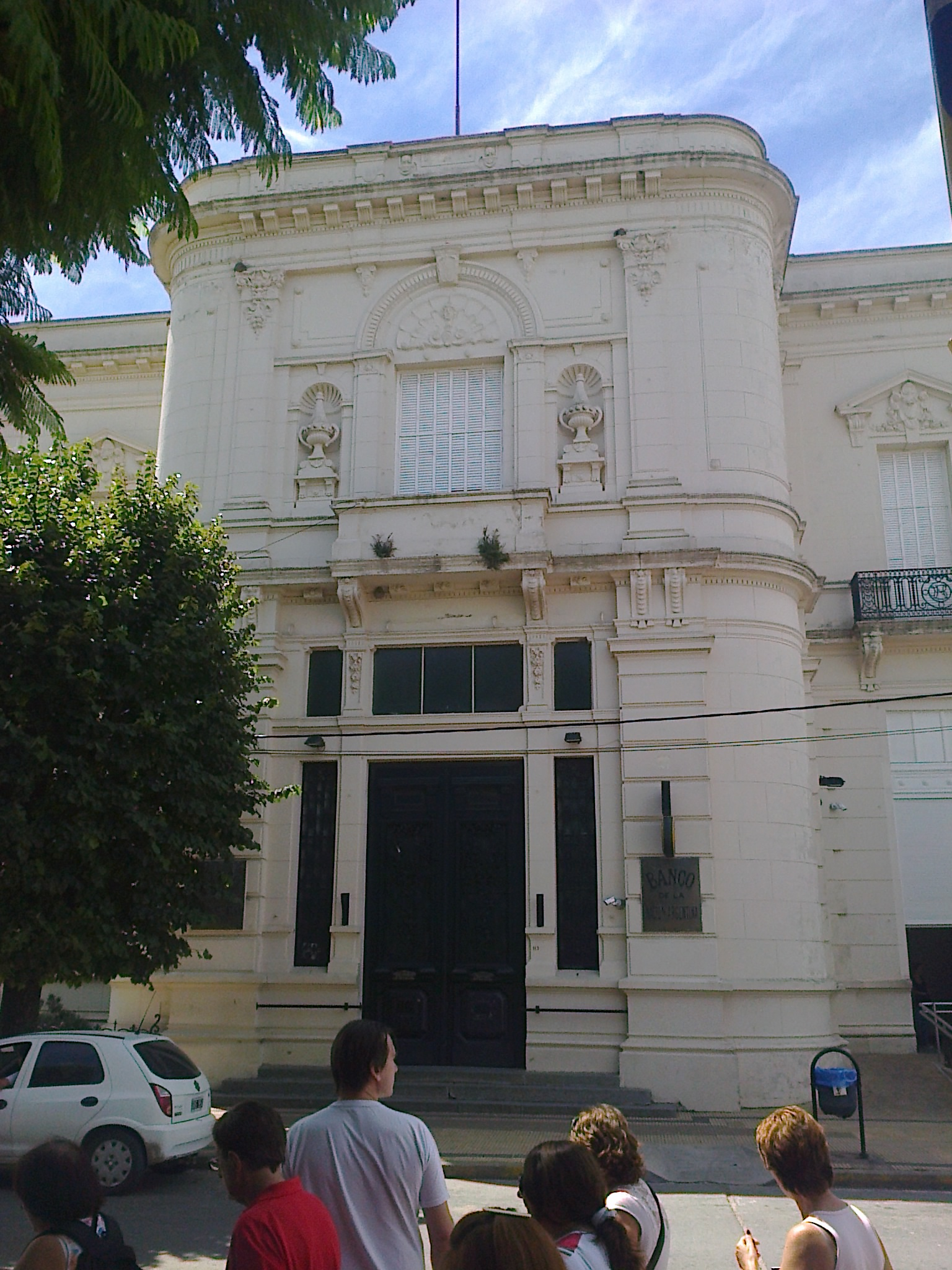
Банк
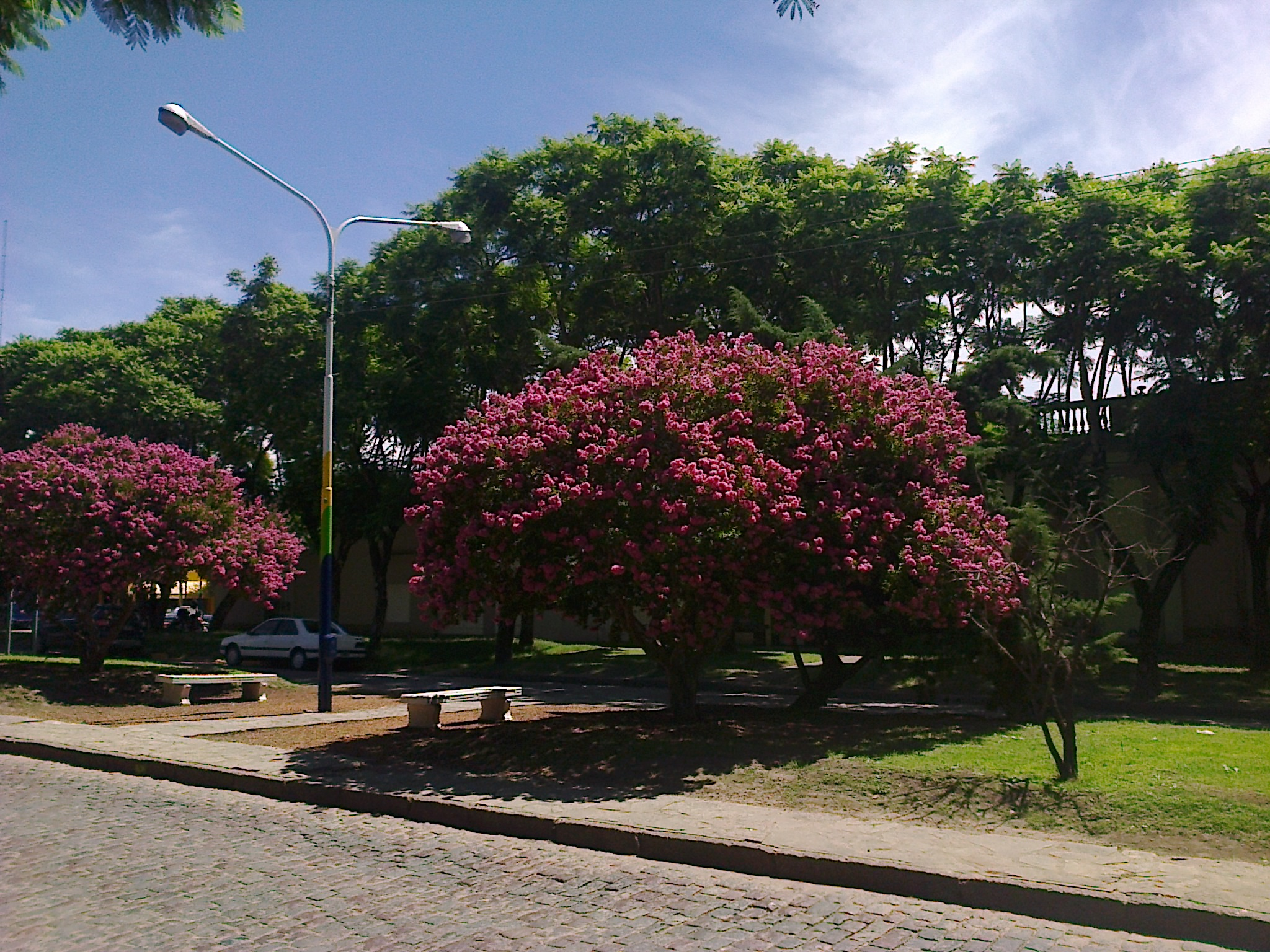
Вулиця у Часкомусі
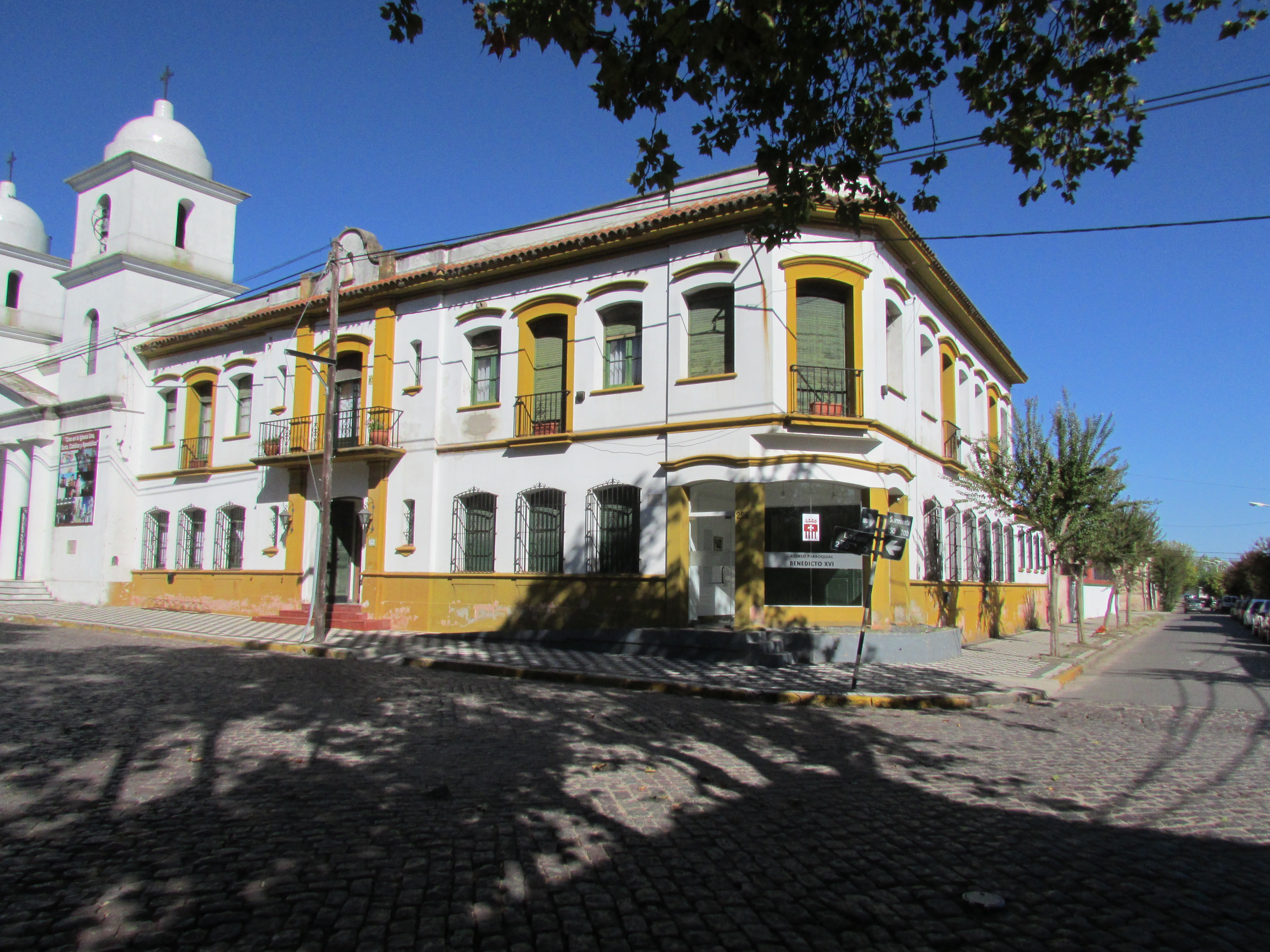
Церковна школа
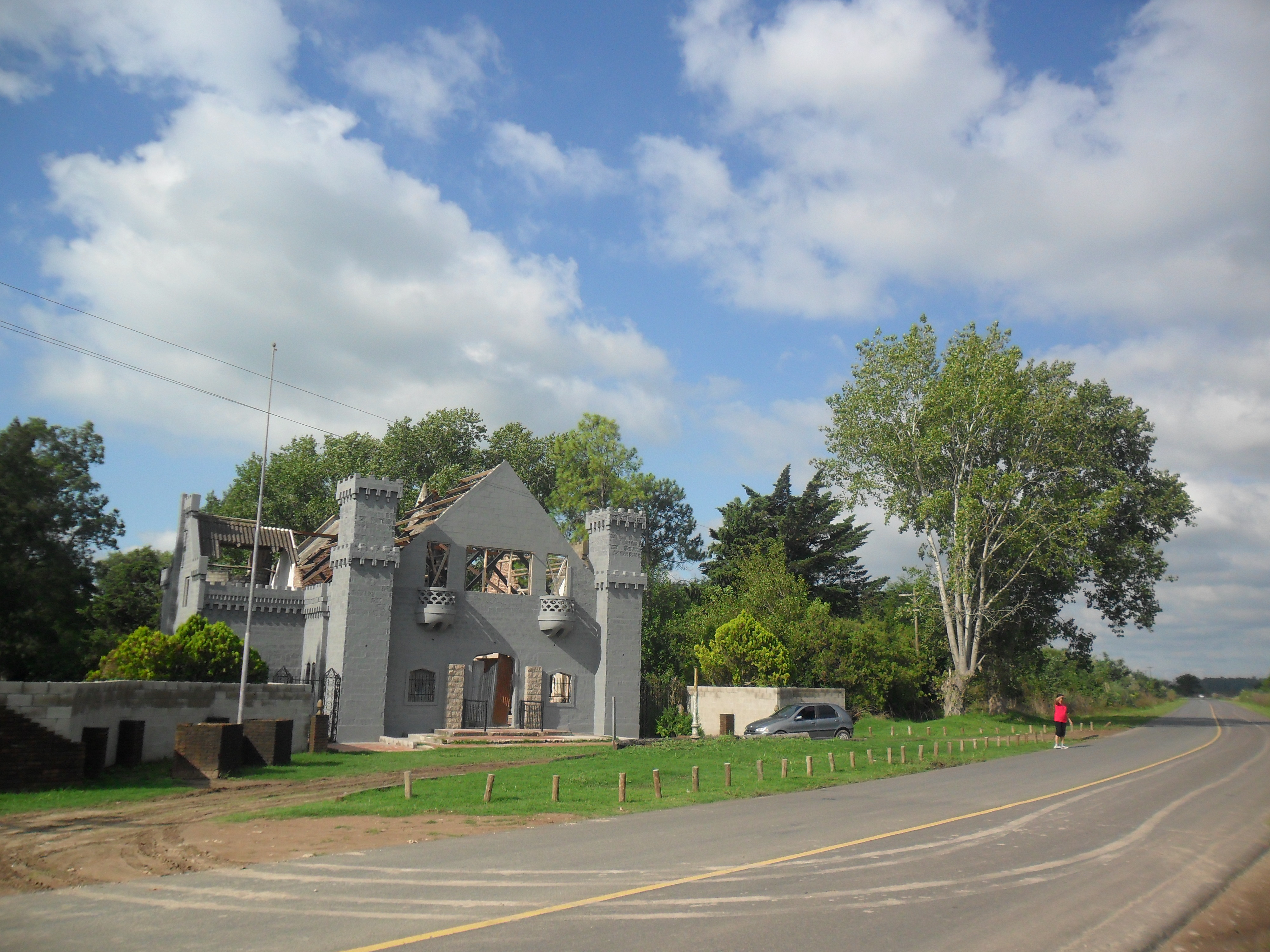
«Замок дружби»